# Arsala Dschamal

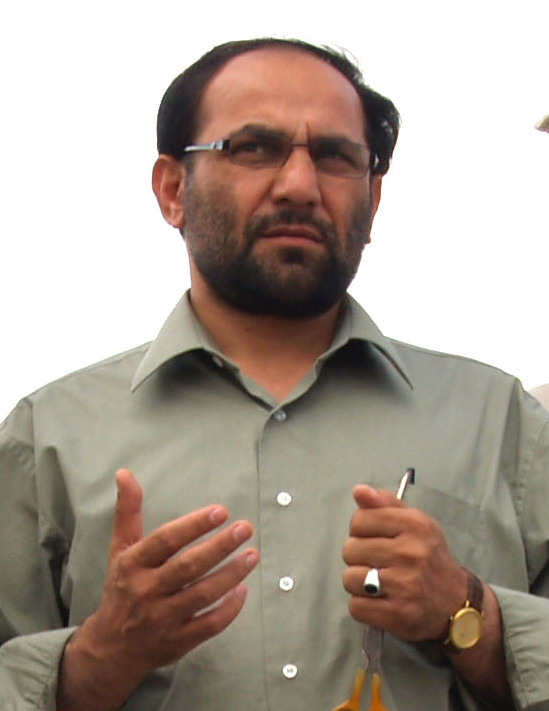
Arsala Dschamal

Arsala Dschamal (paschtunisch ارسلا جمال‎; * 1966 in Paktika; † 15. Oktober 2013 in Pul-i-Alam, Lugar) war ein afghanischer Politiker und Provinzgouverneur.

## Leben
Dschamal ging in Kabul und im pakistanischen Peschawar zur Schule. Er studierte in Malaysia.
Später zog er mit seiner Familie nach Kanada. Nach dem Einmarsch US-amerikanischer Truppen und dem Sturz des Taliban-Regimes kehrte er nach Afghanistan zurück. Dschamal wurde nun für verschiedene internationale Organisationen, wie beispielsweise Care International tätig. Des Weiteren wurde er Gouverneur der Provinz Chost und fungierte als kommissarischer Minister für Stammesangelegenheiten. Danach wurde er im April 2013 Gouverneur der Provinz Lugar. Als solcher plante er den Kupferbergbau in der Provinz zu intensivieren und so ausländische Investoren anzulocken.
Dschamal galt als Vertrauter des Präsidenten Hamid Karzai. 2009 hatte er als Wahlkampfmanager für Karzai gearbeitet.
Dschamal starb am 15. Oktober 2013 bei einem Anschlag auf die größte Moschee der Provinzhauptstadt Pul-i-Alam. Er hatte sich dort anlässlich des Opferfestes aufgehalten, um eine Rede zu halten.